# Tetragnatha bicolor
Tetragnatha bicolor este o specie de păianjeni din genul Tetragnatha, familia Tetragnathidae, descrisă de White, 1841.
Este endemică în Tasmania. Conform Catalogue of Life specia Tetragnatha bicolor nu are subspecii cunoscute.